# Маццони, Джузеппе
Джузеппе Маццони (итал. Giuseppe Mazzoni) (16 декабря 1808 года, Прато — 11 мая 1880 года, Прато) — итальянский политик XIX века, активный участник Рисорджименто, великий мастер Великого востока Италии (1870—1880).

## Биография
Джузеппе Маццони окончил Пизанский университет, и обрёл в конце своей юности демократические и мадзинские идеалы. В 1835 году он стал членом Accademia degli Infecondi и принимал участие во всех важных политических событиях.
В 1847 году он сотрудничал с газетой «Альба» и создал свою собственную газету «Беспредельность» (8 июля 1848 г.).
Он участвовал в революционных движениях 1848 и 1849 годов. После побега великого князя Тосканы, он был сначала назначен министром юстиции (1848), а затем он становится третьим человеком триумвирата с Джузеппе Монтанелли и Франческо Доменико Геррацци во Временном правительстве Тосканы (февраль 1849 г.). После реставрации он был изгнан за границу и десять лет пребывал: сначала в Марселе, затем в Париже и, наконец, в Мадриде.
Утомленный и обескураженный пребыванием в изгнании, Джузеппе Маццони возвращается в 1859 году в Италию, где выражает своё несогласие присоединению Тосканы к королевству Сардиния, призывая к созданию федеральной структуры в рамках нового государства, для защиты автономии Тосканы. Однако он избирается в парламент Королевства Италия и становится сенатором. Из-за последовательной непримиримости своей позиции его прозвали «Тосканским катоном».
В своём городе он основал федералистское движение, на которое его вдохновила группа созданная несколькими годами ранее в Ломбардии Карло Каттанео и Джузеппе Феррари, в которую входили студенты, художники, гарибальдийцы и бывшие мадзинисты. К нему присоединился Марио Альберто, последователь Каттанео.
Избранный в 1870 году, он ушёл в отставку в 1876 году, когда был назначен сенатором.
7 сентября 1870 года Джузеппе Маццони был избран великим мастером Великого востока Италии, и занимал эту должность до своей смерти. Он основал в Турине в 1877 году, ставшую печально известной в будущем, ложу «Propaganda Massonica».
В его честь воздвигнут памятник на площади Купола, и названа улица в его родном городе Прато.